# Keith Turnbull
Keith Turnbull (* 7. September 1982) ist ein schottischer Badmintonspieler. 

## Karriere
Keith Turnbull nahm 2005 und 2006 an den Badminton-Weltmeisterschaften teil. 2012 startete er bei den Europameisterschaften im Herrendoppel. Bei den nationalen Titelkämpfen gewann er 2010 und 2011 die Goldmedaille im Doppel gemeinsam mit Jamie Neill. Bei den Welsh International 2011 wurden beide Dritte.